# Komlóssy Erzsébet
Komlóssy Erzsébet (Salgóbánya, 1933. július 9. – Budapest, 2014. április 22.) Kossuth- és Liszt Ferenc-díjas magyar opera-énekesnő (alt), a Halhatatlanok Társulatának örökös tagja. Ősei közé tartoznak Komlóssy Ferenc és Kövérné Komlóssy Ida színészek.

## Élete
Szülei Komlóssy Imre (1900–1970) katonatiszt és Varga Margit (–1970) ápolónő voltak. Tanulmányait a Bartók Béla Zeneművészeti Szakközépiskolában végezte dr. László Géza tanítványaként. 1955–1958 között a Szegedi Nemzeti Színházban szerepelt. 1955-ben debütált a háziasszony szerepében Kodály Zoltán Székely fonó című daljátékában. 1958–1988 között a budapesti Operaház magánénekese, 1988-tól énekmestere, 1991 óta örökös tagja volt.
Külföldön is nagy sikerrel vendégszerepelt, az altrepertoár legfontosabb szerepeit szinte kivétel nélkül eljátszotta, és nagy drámai mezzoszoprán szerepekben is jelentős sikerei voltak. Oratóriuménekesként is gyakran fellépett.

## Színházi szerepei
A Színházi Adattárban regisztrált bemutatóinak száma: 61.
- Senta Suchon: Örvény – Zsuzska
- Wolfgang Amadeus Mozart: A varázsfuvola – III. hölgy
- Georges Bizet: Carmen – Carmen
- Benjamin Britten: Albert Herring – Nancy
- Giacomo Puccini: Manon Lescaut – egy zenész
- Carl Millöcker: A koldusdiák – Bronislawa
- Ifj. Johann Strauss: A cigánybáró – Czipra
- Kodály Zoltán: Háry János – Örzse
- Tímár György: Sanzon 1963
- Claude Debussy: Pelléas és Mélisande – Geneviéve
- Camille Saint-Saëns: Sámson és Delila – Delila
- Giuseppe Verdi: A végzet hatalma,– Preziosilla
- Szokolay Sándor: Vérnász – Anya
- Verdi: Aida – Amneris
- Kodály Zoltán: Székely fonó,– a háziasszony
- Erkel Ferenc: Bánk bán – Gertrud királyné
- Verdi: Falstaff – Mrs. Quickly
- Charles Gounod: Faust – Márta
- Wolf-Ferrari: A négy házsártos – Margarita
- Claudio Monteverdi: Poppea megkoronázása – Octavia
- Szokolay Sándor: Hamlet – Gertrud
- Richard Wagner: A Rajna kincse – Erda
- Wagner: Siegfried – Erda
- Puccini: Gianni Schicchi – Zita anyó
- Verdi: Rigoletto – Maddalena
- Muszorgszkij-Rimszkij-Korszakov: Hovanscsina – Márfa
- Wagner: Az istenek alkonya – Első Norna
- Csenki Imre: Cigányok – Csulánóné
- Verdi: Az álarcosbál – Ulrika
- Verdi: A trubadúr – Azucena
- Britten: Koldusopera – Mrs. Peachum
- Richard Strauss: Elektra – Klytemnestra
- Pjotr Iljics Csajkovszkij: A pikk dáma – a grófnő
- Umberto Giordano: André Chénier – Madelon
- Wagner: A walkür – Fricka
- Igor Stravinsky: A léhaság útja – Lúdanyó
- Ifj. Alexandre Dumas: A kaméliás hölgy – Nanine
- Pjotr Iljics Csajkovszkij: Anyegin – Filipjevna, Olga
- Kacsóh Pongrác: János vitéz – Iluska mostohája

## Díjai
- Liszt Ferenc-díj (1964)
- Székely Mihály-emlékplakett (1967)
- Kossuth-díj (1975)
- Érdemes művész (1982)
- A Magyar Állami Operaház örökös tagja (1991)
- A Magyar Köztársasági Érdemrend középkeresztje (1994)
- A Magyar Állami Operaház Mesterművésze (2003)
- Örökös tag a Halhatatlanok Társulatában (2007)